# Marihatag
Marihatag est une localité de la province du Surigao du Sud, aux Philippines. En 2015, elle compte 18 518 habitants.